# حزب القراصنة (إسرائيل)
حزب القراصنة بإسرائيل أو بيراتيم (بالعبرية: הפיראטים) هو حزب سياسي إسرائيلي تأسس عام 2012 ويهدف إلى تعزيز قيم حركة حزب القراصنة الدولي.، ويترأسه أوحاد شيم-توف الرئيس السابق لحزب الورقة الخضراء. ويبلغ عدد أعضاء الحزب نحو 110 عضو (اعتباراً من 2013)، وقد تمكن مرشحي الحزب من حصد 2,076 صوتاً في الانتخابات التشريعية الإسرائيلية 2013 (0.05%) و895 صوتا (0.02%) في الانتخابات التشريعية الإسرائيلية 2015. كما ظفر الحزب بما قدره 816 صوتاً (0.02) في الانتخابات التشريعية 2019.

## وصلات خارجية
- الموقع الرسمي